# Kun Erzsébet magyar királyné
Kun Erzsébet (1240 – 1290-95 között) magyar királyné, V. István felesége, IV. László anyja.

## Élete
Ismeretlen, valószínűleg Szejhán kun fejedelem leánya. 1254-ben V. Istvánnal lépett házasságra, 1270-ben királynévá koronázták. Mivel 1262-ben férje V. István felvette az ifjabb király (rex iunior) címét, Erzsébet is így tette: 1264-ben megerősített egy birtokadományt Borsod megyében és  úgy szerepelt mint Elisabeth Dei gratia junior regina Hungariae (tehát ifjabb királyné). Egyetlenegy ismert leánytestvére Kun Anna (fl. 1276) hercegasszony, akinek a férje Kaján nemzetségbeli László (fl. 1263–1267), erdélyi vajda volt.
Férje hirtelen halála után, 1272-ben fia, a kiskorú IV. László gyámjaként uralomhoz jutott, de az oligarchiát sem megfékezni, sem ellensúlyozni nem tudta. 1273-ban fiával együtt Aba Finta elfogta és Turóc várába záratta. 1274-ben Budán újból elfogták. Kiszabadulása után, 1280 és 1284 között a macsói és boszniai bánságot kormányozta, 1282-től az „Egész Szlavónia hercegnője” (ducissa totius Sclavonie) címével szerepelt. Fiával és különböző oligarchapártokkal állandó viszályban élt, bizalmas tanácsadója Gutkeled Joachim volt.

## Gyermekei
- Katalin (* kb. 1256; † 1314 után), Dragutin István szerb király felesége, II. Ulászló István szerémi bán anyja
- Mária (* 1257; † 1323), II. (Anjou) Károly nápolyi király felesége, Károly Róbert nagyanyja
- leány
- Boldog Erzsébet özvegy (* 1262 előtt; † 1323-1326 között), Falkenštejn (Rožmberk) Závis cseh főúr felesége
- Anna (* kb. 1260; † kb. 1281), II. Andronikosz bizánci császár felesége
- IV. László (* 1262; † 1290), felesége Anjou Izabella nápolyi királyi hercegnő
- András (* 1268; † 1278)